# Video Phone
«Video Phone» (en español, Video llamada) es una canción R&B de la cantante estadounidense Beyoncé, para su tercer álbum de estudio I Am... Sasha Fierce. El tema fue lanzado como octavo sencillo oficial. Antes de su lanzamiento como sencillo, la canción arrasó a finales del 2008 debido a las fuertes ventas digitales. Fue enviado a la radio el 22 de septiembre de 2009 en Estados Unidos, e iba a ser lanzado como sencillo radial el mismo día mundialmente, sin embargo se retrasó al 17 de noviembre de 2009. El Extended Remix y el video musical con la cantante Lady Gaga se estrenaron igualmente.
El Extended Remix estuvo disponible para su descarga al final del año como un EP titulado I Am ... Sasha Fierce - The Bonus Track para Reino Unido y EE. UU.
La canción fue lanzada como sexto sencillo oficial en R.U. el 14 de diciembre de 2009.

## Crítica
En su revisión del álbum, The Guardian dijo que la canción Es casi igual de rara que "Diva", pero mucho mejor": "El recambio, inquietante telón de fondo de los gemidos y haciéndose eco de la electrónica es tan emocionante". PopMatters escribió que "'Video Phone' es tan sexy hasta el punto en que casi se convierte incómodo el pensar que su padre está viéndolo con ella en la habitación".

## Video musical
El vídeo musical fue dirigido por Hype Williams y esté utilizó el remix con la exitosa cantante pop Lady Gaga. El 15 de octubre de 2009, un portavoz de Williams había confirmado a MTV News que los rumores de que ambas cantantes trabajaron juntas es cierto. El estreno del video inicialmente había sido anunciado para el 5 de noviembre, pero debido a la aproximación de los MTV Europa se canceló. El 17 de noviembre de 2009 se estrenó el Extended Remix junto con el video musical.

Lady Gaga, artista invitada de la versión extendida del tema.

El video comienza con Knowles caminando por un callejón acompañada de varios hombres, un homenaje a Quentin Tarantino sobre su película de 1992, Reservoir Dogs. Cuando la canción empieza, las cámaras-hombres ajustan el zum y miran a la cantante mientras baila vestida en un leotardo de látex blanco y negro de manera sensual. Sigue de la misma manera, pero sosteniendo unos lentes cantando el primer coro. Cuando termina éste, aparece con 2 pistolas de juguete, bailando entre dos hombres los cuales tienen la cabeza tapada con una bolsa de tela, y bailando entre dos cámaras-hombres con un vestido. Después aparece Beyoncé moviéndose en leotardos de distintos colores y con un fleco. Se muestra a Lady Gaga y Beyoncé en un fondo blanco y vestidas con un leotardo del mismo color disparando las armas de juguete. Se sigue con Knowles en un leotardo rojo con rayas blancas onduladas y un arco y flechas disparándolas a un cámarografo que está rotando en un tablero de dardos. A continuación se siguen escenas de ambas cantantes bailando una danza de seducción sincronizadas. Al terminarse Beyoncé aparece vestidas en homenaje a Bettie Page durante el uso de varias armas y danzas. Después con ella, se muestra disparando un rifle, sentada sobre una moto y rodeada de imágenes del principio del video. Se finaliza con las mismas escenas anteriores y el gémido de ambas cantantes.
Video Phone (Extended Remix) con Lady Gaga, se estrenó el 23 de noviembre de 2009 en MTV Latinoamérica, el video ha llegado al puesto número 8 de Los 10 + Pedidos.

## Lista de canciones
U.S. CD single
1. "Video Phone" (Álbum Versión) – 3:35
2. "Video Phone" (Instrumental) – 3:27

France Digital EP
(Publicación 20 de noviembre de 2009)
1. "Video Phone" - 3:35
2. "Video Phone (Extended Remix)" (featuring Lady Gaga) - 5:04
3. "Poison" - 4:04

Australian Digital EP
(Publicación 20 de noviembre de 2009)
1. "Broken-Hearted Girl - 4:37
2. "Video Phone (Extended Remix)" (featuring Lady Gaga) - 5:04
3. "Poison" - 4:04
4. "Broken-Hearted Girl (Video)" - 4:39

## Posicionamiento
| Listas (2009)                         | Posiciones             |
| Original álbum versión                | Original álbum versión |
| ------------------------------------- | ---------------------- |
| Australian Singles Chart              | 89                     |
| Australian Urban Chart                | 25                     |
| U.S. Billboard Hot R&B/Hip-Hop Songs  | 51                     |
| Extended Remix featuring Lady Gaga    |                        |
| Australian Singles Chart              | 31                     |
| Australian Urban Chart                | 9                      |
| New Zealand Singles Chart             | 33                     |
| Argentina Top 100                     | 66                     |
| Brasil Hot 100                        | 1                      |
| Los 10 + Pedidos de MTV Latinoamérica | 8                      |
| U.S. Billboard Hot 100                | 65                     |

## Créditos
- Créditos Musicales
  - Beyoncé - Artista principal
  - Lady Gaga - Artista secundaria solo en el remix

- Créditos técnicos 
  - Tom Coyne - Mastering
  - Jim Caruana - Ingeniero
  - Beyoncé Knowles - Productora, Productor Ejecutivo
  - Mathew Knowles - Productor Ejecutivo
  - Miles Walker - Ingeniero
  - Bangladesh - Productor